# Лебедева, Евдокия Яковлевна
Евдоки́я Я́ковлевна Ле́бедева (12 февраля 1903, с. Медведки, Венёвский уезд, Тульская губерния — 19 марта 1987, Москва) — советская артистка оперетты (сопрано), заслуженная артистка РСФСР (1943). Член КПСС с 1952 года.

## Биография
Евдокия Яковлевна Лебедева родилась 12 февраля 1903 года в селе Медведки (ныне Гатский сельсовет, Венёвский район, Тульская область).
В 1923—1924 годах училась в Московском музыкальном техникуме имени М. П. Мусоргского по классу Л. Я. Шор-Плотниковой. В 1923—1927 годах пела в хоре Дмитровского театра оперетты в Москве, с 1927 года — артистка хора Московского театра оперетты, в 1929—1967 годах — солистка этого театра.
Указом Президиума Верховного Совета РСФСР от 24 марта 1943 года Е. Я. Лебедевой присвоено звание Заслуженный артист РСФСР.
Сталинская премия второй степени (1950) — за исполнение роли Василины в опереттном спектакле «Трембита» Ю. С. Милютина.
Умерла 19 марта 1987 года. Похоронена в Москве на Ваганьковском кладбище (участок № 28).

## Роли в театре
- «Свадьба в Малиновке» Б. А. Александрова — Яринка
- «Свадьба в Малиновке» Б. А. Александрова — Софья
- «Золотая долина» И. О. Дунаевского — Нина
- «Трембита» Ю. С. Милютина — Василина
- «Самое заветное» В. П. Соловьёва-Седого — Елизавета Макаровна
- «Весна поёт» Д. Б. Кабалевского — Магдалина Ерофеевна
- «Беспокойное счастье» Ю. С. Милютина — Наташа
- «Боккаччо» Ф. Зуппе — Беатриче
- «Цыганская любовь» Ф. Легара — Зорика
- «Сильва» И. Кальмана — Сильва
- «Марица» И. Кальмана — Марица
- «Баядера» И. Кальмана — Одетта Даримонд
- «Дочь тамбур-мажора» Ж. Оффенбаха — Стелла
- «Моя прекрасная леди» Ф. Лоу — миссис Айнсфордхилл

## Награды и премии
- Заслуженная артистка РСФСР (24.3.1943)
- Сталинская премия второй степени (1950) — за исполнение роли Василины в спектакле—оперетте «Трембита» Ю. С. Милютина[8]